# Brudager Sogn

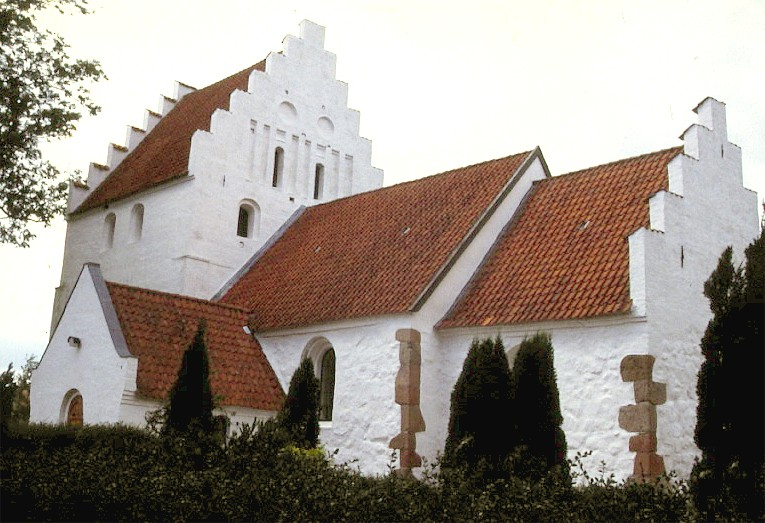
Brudager Kirke

Brudager Sogn ist eine Kirchspielsgemeinde (dän.: Sogn)
auf der Insel Fyn (deutsch: Fünen) im südlichen Dänemark.
Bis 1970 gehörte sie zur Harde Gudme Herred im damaligen Svendborg Amt, danach zur Gudme Kommune im
Fyns Amt, die im Zuge der  Kommunalreform zum 1. Januar 2007 in der
Svendborg Kommune in der Region Syddanmark aufgegangen ist.
Im Kirchspiel leben 345 Einwohner (Stand: 1. Januar 2023).
Im Kirchspiel liegt die Kirche „Brudager Kirke“.
Nachbargemeinden sind im Norden Gudbjerg Sogn und Gudme Sogn, im Osten Oure Sogn, im Südosten Vejstrup Sogn und im Süden Skårup Sogn und Tved Sogn.